# Chaldiganahalli, Srinivaspur
Chaldiganahalli là một làng thuộc tehsil Srinivaspur, huyện Kolar, bang Karnataka, Ấn Độ.